# 辐射2
《辐射2》是一款由黑岛工作室开发，Interplay Entertainment发行于1998年的第三人称角色扮演类游戏，是《辐射》的续集，辐射系列的第二部作品。

## 技术概要
该作品发售于《辐射》之后不到一年，使用完全相同的游戏引擎，因此界面几乎如出一辙，更像是一代的扩展包而非独立续作。不过，许多细节如NPC队友控制和菜单控制得到优化，地图面积和可进入城镇数量大幅增加，并增添了许多新的角色模型，道具和武器装备，还增加了可缩短旅行时间和储存道具的汽车。
本代作品取消了1代受到较大诟病的时间限制（1代首发版的500天时间限制，后也由官方补丁解除），另加入了“终局地点”的概念。按照剧本，终局地点“海上油田”位于太平洋中部，因此不能使用传统手法即地图旅行的方式到达，理论上只能一次性访问，其布景也和传统地点有较大不同。

## 剧情
《辐射》主角被13号避难所放逐后，北上到俄勒冈州建立了叫“阿罗由”（Arroyo）的村庄，村民们在一个以桥相连外界的绝壁上，过着与世隔绝，简单和平的生活。80年后的2241年，由于罕见的干旱，村子里的牲畜大量死去，作物枯萎，村庄面临灭亡。长老们选择了一个年轻人（其实，是原《辐射》主角“避难所住民”（Vault Dweller）的亲孙子/孙女，也就是长老的儿子/女儿）去通过神殿的测试，之后给予他“获选者”（Chosen One）的称号，并要求他去寻找避难所住民的遗物中提到的“伊甸园创造器”（Garden of Eden Creation Kit, GECK）的工具箱，传说此物具有让荒野焕发生机的魔力，能化解村庄的危机。而此物位于数百英里之外的“祖籍地”13号避难所，然而经过多年，相关的路线图早已遗失，主角必须靠自己的能力找到隐秘的13号避难所。穿上祖父留下的13号避难所制服并佩戴保存下来的Pipboy，携带少量的现金和原始的武器，主角就踏上了旅途。
长老给玩家唯一的线索是一名叫Vic的商人，此人是一名倒卖避难所物品的古董贩子，曾向村庄出售对村子具有重要感情意义的13号避难所相关遗迹，故推定此人对13号避难所位置有所了解。经过在克拉马斯的调查，主角在Den这个奴隶交易地发现并解救出惹了麻烦的Vic，得知这个Vic的老家是另一座避难所 - 8号避难所，该所已开放并发展成小型城市Vault City。主角一行随即前往，发现Vault City确是凭借GECK所建，但该地并没有多余的GECK可提供。然而，此行并非枉行，主角在Vault City最大的收获是北加州/西内华达主要的人类城镇位置，包括由黑帮家族控制的赌城新里诺,类似于旧西部的淘金城瑞丁,人类和变种人联合开发的铀矿区破碎丘(Broken Hills)和NCR（新加州共和国），其中NCR就是由一代的Shady Sands发展而来，已成为全废土规模最大的人类文明城市之一，主角也是在此获得了13号避难所位置最关键的线索。找到13号避难所，发现已经物是人非，原居民已不知去向，那里正被一群具有智慧的死亡爪控制。不过这并不影响获选者顺利取得GECK。
当获选者满怀希望的携带急需的GECK返回家乡，却意外的发现家乡已被破坏，桥被斩断，只剩下老巫师奄奄一息的描述了一场惨剧：全副高科技武装的不明直升机部队降临村庄，残杀抵抗者并俘虏了剩下全部村民。于是获选者又踏上征程，凭借积累起来的线索侦察能力，一路来到旧金山，修复一艘名为“瓦尔代茨号”（PMV Valdez）的油轮来到了族人被关押的基地 - 位于太平洋中央的一座海上钻油平台。
在这里获选者发现了惊天的秘密：原来俘虏族人的是核战之后的美国流亡政府“英克雷”（Enclave）。“美国总统”理查森偏执的认为，所有幸存于废土的人类都是受到放射线影响的“变种人”，即便在外表上与“完美人”无異，也必须予以消灭，而只有避难所住民或“英克雷”成员等极少数“完美纯种人”才配享有地表生存空间。因此英克雷致力开发一种基于FEV（一代制造超级变种人的病毒）的生物武器，其气溶胶形态能以99.999%的致死率杀伤人类而不影响动植物。这也解释了13号避难所住民的失踪：战前由美国政府策划的“避难所计划”根本就不是为了拯救任何人，绝大多数避难所的设置只是为了进行各种荒诞而残忍的社会和生理实验，少数如13号避难所的“控制组”则是为英克雷在核战后世界提供“纯种人类”样本的标本库。这次英克雷正是要通过人体实验，研究测试该生化武器对‘纯种人’和‘变异人’（阿罗由村民离开避难所仅80年，已属废土上受辐射影响很小的族群，但仍被理查森视为‘变异人’）的致死率差别并开发相关疫苗。疫苗将只被接种于英克雷选定的极少数‘纯种人类’（仅包括英克雷成员和极少数“受控”避难所住民）。该疯狂计划已几近成功，即将通过飞机从对流层投放到全球，这将意味着全球幸存者的灭绝。获选者为了解救族人，而刺杀美国总统，救出族人和13号避难所居民，触发钻井平台自毁并打败强大的半机械人（Cyborg）总统保镖Frank Horrigan，而后自己一行人搭乘油轮平安返回美国大陆，彻底埋葬了英克雷的计划，也拯救了全球的幸存者。
游戏有着大团圆的结局：阿罗由村民和13号避难所的居民经历了80年重新相聚，他们在一个全新的地点，利用获选者找到的GECK，建立了繁荣的定居点“新阿罗由”，“获选者”出任其领袖并因其拯救世界的事迹，受到各地群众的传颂和爱戴。

## 遊戲評價
遊戲在metacritic得到86的平均分,  並且被IGN評為前七款Fallout當中的第二名    (僅次於後來由BlackIsle精神繼承者Obsidian所製作的Fallout: New Vegas)。
游戏相对于1代，增加了许多的更新和改善，包括可修改同伴的战术，武器和同伴升级系统，由此受到好评。但是，对一代游戏迷来说也有许多可疑的改变，如对流行文化的讽刺过激。
值得一提的是，游戏开头的“神殿试炼”作为事实教学关受到很大恶评。经典辐射系列的游戏操作堪称复杂，而这个教学关没有互动环节，全凭玩家自己摸索。更甚的是神殿布局如同迷宫，环境又非常黑暗（对当时的显像管用户，可视性问题尤其严重），导致很多新玩家因摸不着头绪而过早放弃了游戏体验。这个问题在90年代末主要靠口口相传且互联网资源有限的游戏市场，无疑是严重的，直接影响到游戏的商业销量。后来辐射2的制作人阿瓦隆回忆说，“神殿”完全是迫于Interplay必须加入教学关的要求而加入的，不能算是游戏主创人员的失策。

## 华语圈的翻译与代理
在台灣，代理商英特卫（Interwise）翻译出版了此游戏，正式译名为《异尘余生2》。1999年，台资的第三波资讯将《异尘余生2》简体中文版引入大陆，这是大陆第一次正式引进该系列作品。简体版以英特卫版为基础，定价159元人民币，标题即为“异尘余生2”而非后来通称的“辐射2”，界面為繁体（界面是由英文版界面经Photoshop处理制成，改动难度相对大），游戏内对话改为简体。因两岸政治环境和用词习惯不同，部分文字内容作了修改。此外，为配合出版审查，简体中文版本屏蔽了高暴力选项，即角色的死亡方式不会以肢解，融化等暴力方式显现，但此屏蔽可通过读取未屏蔽游戏存档或使用非官方补丁予以解除。